# 4 août dans l'art
Le 4 août dans l'art recense l'éphéméride des artistes nés ou morts un 4 août.

## Naissances

### XVIIIesiècle
- 1755 : Nicolas-Jacques Conté (mort en 1805) : peintre, physicien et chimiste français, inventeur du crayon actuel.

### XIXesiècle
- 1825 : Adolphe Jourdan (mort en 1899) : Peintre français originaire de Nîmes.
- 1826 : Domenico Morelli (mort en 1901) : Peintre et homme politique italien de Naples.
- 1830 : Enrico Castellani : Peintre italien.
- 1867 : Valerius De Saedeleer (mort en 1941) : Peintre expressionniste belge.

### XXesiècle
- 1901 : Louis Armstrong (mort en 1972) : Auteur, compositeur, chanteur et trompettiste de jazz américain de La Nouvelle-Orléans (Louisiane).
- 1910 : Hedda Sterne : Peintre et photographe roumaine, spécialisée dans l'Expressionnisme abstrait.
- 1912 : Raoul Wallenberg : Homme d'affaires, diplomate, humanitaire et architecte suédois.
- 1913 : André Verdet : Poète, peintre, sculpteur et céramiste français.
- 1944 : Allan McCollum : Artiste et sculpteur américain contemporain, spécialiste d'Art conceptuel.
- 1945 : Paul McCarthy : Artiste et plasticien américain, spécialiste de Néo pop et d'Art figuratif.

## Décès

### XVIIIesiècle
- 1795 : Francisco Bayeu y Subias (né en 1734), peintre espagnol, beau-frère de Francisco Goya.

### XIXesiècle
- 1853 : John Henry Twachtman (mort en 1902) : Peintre Impressionnisme américain, membre du Groupe des 10, originaire de Boston.
- 1873 : Viktor Hartmann (né en 1834) : architecte et peintre russe, ami de Modeste Moussorgski.
- 1890 : Émile Lévy (né en 1826) : Peintre académique français.
- 1900 : Isaac Levitan (né en 1860) : Peintre paysagiste russe.

### XXesiècle
- 1932 : Alfred Henry Maurer (né en 1868), peintre moderniste américain.
- 1982 : Bruce Goff : Architecte américain organique.